# 马克西米夫卡 (锡内利尼科韦区)
48°30′36″N 35°35′30″E / 48.51000°N 35.59167°E
马克西米夫卡（烏克蘭語：Максимівка），2016年前称十月村（烏克蘭語：Октябрське），是烏克蘭的村落，位於該國中部第聶伯羅彼得羅夫斯克州，由錫涅利尼科沃區負責管轄，處於別列茲涅古瓦塔河右岸，分別距離邁西克3公里和利曼西克2公里，海拔高度110米。